# Georg Grube (Richter)
Georg Grube (* 23. Dezember 1935 in Stuttgart; † 29. März 2025 in München) war ein deutscher Jurist und Richter am Bundesfinanzhof.

## Leben
Nach dem Abitur am Friedrich-Schiller-Gymnasium Ludwigsburg studierte er Rechtswissenschaften in Göttingen, Tübingen und Kiel. Er war seit 1955 Mitglied der Burschenschaft Germania Tübingen, der bereits sein Vater, der Archivar und Landeshistoriker Walter Grube, angehörte. 1962 wurde er wissenschaftliche Hilfskraft an der Universität Kiel und 1965 legte er die zweite juristische Staatsprüfung in Hamburg ab. Danach war er wissenschaftlicher Assistent an der Universität Tübingen.
Er trat 1967 in die Finanzverwaltung Baden-Württemberg ein und wurde 1969 Regierungsrat sowie zum Dr. iur. promoviert. 1970 wurde er wissenschaftlicher Mitarbeiter am Bundesfinanzhof. 1971 wurde er Oberregierungsrat und 1974 Regierungsdirektor.
Ab 1975 war er Richter am Finanzgericht Baden-Württemberg und 1979 wurde er dort Vorsitzender Richter. Von 1984 bis 2000 war er am Bundesfinanzhof tätig, zunächst als Richter und ab 1995 als Vorsitzender Richter.
Nach dem Eintritt in den Ruhestand war er ab 2001 als Rechtsanwalt und Steuerberater in München tätig.